# Joseph Mittathany
Joseph Mittathany (* 12. Juli 1931 in Kalikavu; † 11. Juli 2022 in Koirengei) war ein indischer Geistlicher und römisch-katholischer Erzbischof von Imphal.

## Leben
Joseph Mittathany empfing nach seiner theologischen Ausbildung am 23. April 1959 die Priesterweihe.
Papst Paul VI. ernannte ihn am 26. Juni 1969 zum Bischof von Tezpur. Der Altbischof von Shillong, Stephen Ferrando SDB, weihte ihn am 27. September desselben Jahres zum Bischof; Mitkonsekratoren waren Hubert D’Rosario SDB, Erzbischof von Gauhati-Shillong, und Orestes Marengo SDB, Apostolischer Administrator von Tura.
Papst Johannes Paul II. ernannte ihn am 28. März 1980 zum Bischof von Imphal. Der Papst erhob das Bistum am 10. Juli 1995 zum Erzbistum und somit wurde er der erste Erzbischof von Imphal. Mittathany war außerdem von 1996 bis 2006 Präsident der Nordost-Bischofskonferenz.
Am 12. Juli 2006 nahm Papst Benedikt XVI. seinen altersbedingten Rücktritt an. Joseph Mittathany starb am 11. Juli 2022, einen Tag vor seinem 91. Geburtstag, nach langer Krankheit im CMC Hospital in Koirengei.
Mittathany hat sich vor allem für den Auf- und Ausbau des Bildungswesen in Manipur engagiert und verschiedene Bildungseinrichtungen im Bundesstaat und im Gesundheitssektor initiiert, unabhängig von Kaste, Glauben, Stamm oder Religion.